# Thomas Frank (labdarúgóedző)
Thomas Frank (Frederiksværk, 1973. október 9. –) dán labdarúgóedző, korábban amatőr labdarúgó, jelenleg a Premier League-ben szereplő Tottenham Hotspur vezetőedzője.
Miután tizennyolc évig utánpótlás edző volt, többek között a dán válogatottnál is, Frank a Brøndby IF menedzsere lett 2013-ban. Miután 2016-ban távozott a csapattól, a Brentford másodedzője lett, mielőtt két évvel később megkapta volna a vezetőedzői posztot. A csapattal 2021-ben feljutott az angol első osztályba, miután az előző évben a rájátszás döntőjében kikapott a Fulhamtől. 1935 óta ő volt az első és mindössze a második Brentford-edző, aki feljuttatta a csapatot a Premier League-be.

## Statisztika
Frissítve: 2021. november 20.
| Csapat     | –tól              | –ig              | Mérleg | Mérleg | Mérleg | Mérleg | Mérleg |
| Csapat     | –tól              | –ig              | M      | Gy     | D      | V      | Gy %   |
| ---------- | ----------------- | ---------------- | ------ | ------ | ------ | ------ | ------ |
| Brøndby IF | 2013. június 10.  | 2016. március 9. | 103    | 46     | 29     | 28     | 44.7   |
| Brentford  | 2018. október 16. | napjainkig       | 161    | 76     | 39     | 46     | 47.2   |
| Összesen   | Összesen          | Összesen         | 264    | 122    | 68     | 74     | 46.2   |

## Díjak és elismerések

### Brentford
- EFL Championship rájátszás: 2021[5]

### Egyéni
- London Football Awards Az év menedzsere: 2020[10]
- DBU Az év edzője: 2020[11]
- EFL Championship A hónap menedzsere: 2020 júniusa, 2020 decembere[12][13]